# BYD F3DM
O BYD F3DM é um automóvel híbrido plug-in sedan compacto fabricado na China pela BYD Auto.
O F3DM foi lançado no mercado chinês em dezembro 15 de 2008, tornando-se o primeiro híbrido plug-in de de produção comercial no mundo. Inicialmente as vendas estavam limitadas a frotas comerciais e governamentais, mas em março de 2010 começaram as vendas ao público geral na cidade de Shenzhen. Durante o primeiro ano o F3DM vendeu somente 48 unidades no mercado chinês. O F3DM está programado para ser lançado na Europa e nos Estados Unidos em 2011.

## História
O F3DM foi introduzido no Salon International de l'Auto de Genebra de 2008. No começo causou polêmica por seu design ser uma cópia do Toyota Corolla na frente e do Honda City na traseira.

## Preço e vendas

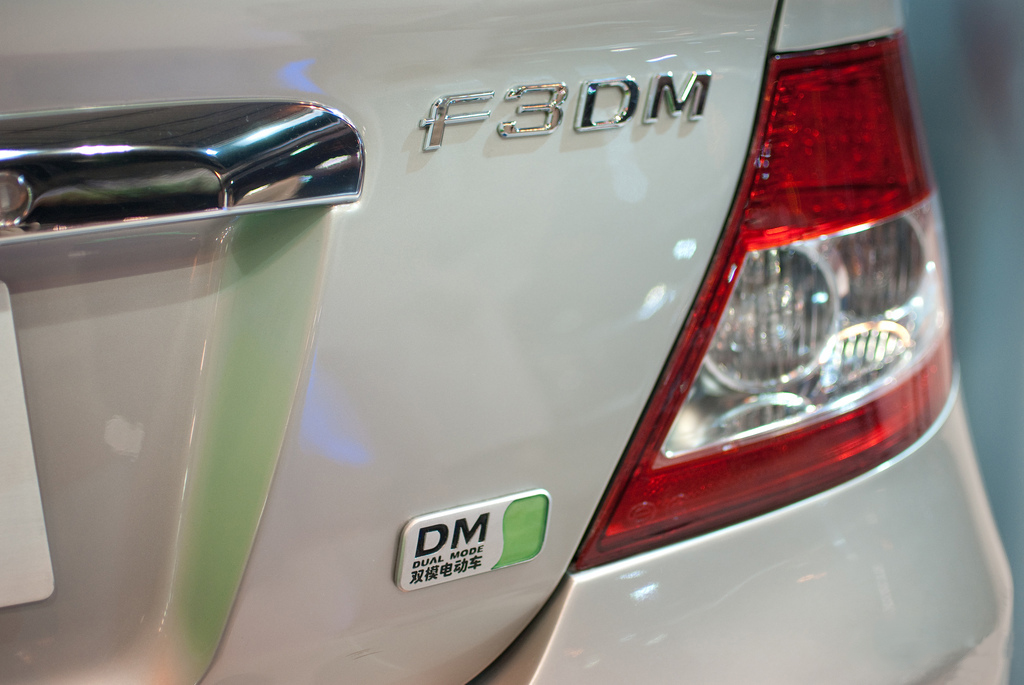
Logomarca do BYD F3M.

O F3DM iniciou as vendas em dezembro de 2008 com um preço de 149.800 yuan (em volta de USD 21.900). Em abril de 2009 o presidente da BYD Auto anunciou que o preço seria reduzido para incrementar as vendas. Esperava-se que o novo preço fosse em volta de 109.800 yuan (USD 16.062).
Durante o primeiro ano no mercado chinês as vendas do F3DM foram baixas, somente 48 veículos foram vendidos a clientes corporativos e governamentais. Desde 29 de março de 2010, BYD Auto começou a vender o F3DM ao público geral na cidade de Shenzhen, na província de Guangdong. Devido a que o F3DM custa quase o dobro que um veículo de combustível convencional, a montadora espera se beneficiar das subvenções do governo de  Shenzhen para que este híbrido plug-in resulte atrativo para os compradores individuais.